# Ramphotyphlops acuticauda
Ramphotyphlops acuticauda — вид змій родини сліпунів (Typhlopidae). Ендемік Палау.

## Поширення і екологія
Ramphotyphlops acuticauda мешкають на архіпелазі Палау в Тихому океані, зокрема на островах Бабелдаоб, Ангаур, Нгерчеу та Корор. Вони живуть на узліссях мезофільних лісів і в садах, на висоті до 200 м над рівнем моря.